# سیلویو هورتا
سیلویو هورتا (انگلیسی: Silvio Horta; ۱۴ اوت ۱۹۷۴ – ۷ ژانویهٔ ۲۰۲۰) تهیه‌کننده تلویزیونی، و فیلم‌نامه‌نویس اهل ایالات متحده آمریکا بود. وی بین سال‌های ۱۹۹۸ تا ۲۰۱۲ میلادی فعالیت می‌کرد. از جمله آثار او می‌توان به افسانه محلی و بتی بی‌ریخته اشاره کرد.